# Mirage Records
Mirage Records. también conocido como Mirage Music o simplemente Mirage es el nombre de varias entidades comerciales de la música, la más notable de las cuales fue un sello discográfico estadounidense fundado por Jerry y Bob Greenberg en 1980.
En 1974, Jerry Greenberg se convirtió en presidente de Atlantic Records y nombró a su hermano Bob como responsable de las operaciones de la compañía en el oeste de los Estados Unidos. Después de trabajar con éxito con Atlantic Records, los hermanos fundaron su propia compañía discográfica, Mirage Records, en Nueva York el 18 de marzo de 1980. El sello fue distribuido primero por Atlantic Records y más tarde por Atco Records.  
Los artistas que lanzaron discos en este sello incluyen Godley & Creme, Rose Tattoo, Phoebe Snow y Whitesnake. El primer disco de este sello fue lanzado en 1980. El catálogo del sello ahora está controlado por Unidisc.

## Artistas de Mirage Records
La siguiente es una lista de artistas que han grabado para Mirage Records.
- Brenda K. Starr
- Godley & Creme
- Kano
- Jean Knight
- T.S. Monk
- Gary Moore
- Rage
- Rose Tattoo
- Shannon
- G.E. Smith
- Robin Gibb
- Mark Shreeve
- Phoebe Snow
- Southside Johnny & the Jukes
- The System
- Toni Tennille
- Nolan Thomas
- Whitesnake
- Xavion